# Kozie Czuby (Wzgórza Trzebnickie)
Kozie Czuby – pasmo wzgórz i wzniesień stanowiące część Wzgórz Trzebnickich, znajdujące się na terenie Gminy Oborniki Śląskie, w powiecie Trzebnickim, województwie dolnośląskim.
Po stronie wschodniej pasma, za Kowalską Przełączą (i przełęcz Trójniak), znajduje się Pasmo Ciemnej Góry. Natomiast po stronie południowej, po wschodniej stronie miejscowości Kuraszków, wznosi się Kuraszowska Góra (błędnie nazywana Gnieździec). Południowo-wschodni kraniec pasma przechodni w Obniżenie Kowal (Według PRNG – Obniżenie Kowali). W środkowej części Kozich Czub, od południowego krańca Piekarskiej Przełęczy, rozciąga się polana – Długa Łąka (nazywana również Długą Halą).
Wysokość bezwzględna najwyższego wzniesienie pasma wynosi 238 m n.p.m. (czemu jednak przeczą niektóre mapy wskazując w paśmie bezimienny punkt o wysokości bezwzględnej 243 m n.p.m. przy Kowalskiej Przełęczy). Pośród wierzchołków Kozich Czub można wymienić dwa o nazwach własnych: Gnieździec (nie mylić z Kuraszowską Górą) o wysokości bezwzględnej 226 m n.p.m.  oraz Piekarska Góra o wysokości bezwzględnej prawdopodobnie 237,8 m n.p.m. (wysokość z przedwojennych map niemieckich).
Kozie Czuby w dużej części pokryte są lasami, a także łąkami i polami.
W obrębie pasma Kozich Czub wyznaczono szlaki turystyczne, między innymi Główny szlak Kocich Gór, czy szlak „Kocich Gór”.
Nazwa własna – Kozie Czuby – ujęta jest w państwowym rejestrze nazw geograficznych: identyfikator PRNG – 235629, identyfikator IIP – PL.PZGiK.320.NGRP.235629. Rejestr podaje następujące współrzędne geograficzne punktu głównego: szerokość geograficzna – 51°19′17″N, długość geograficzna – 16°57′13″E.

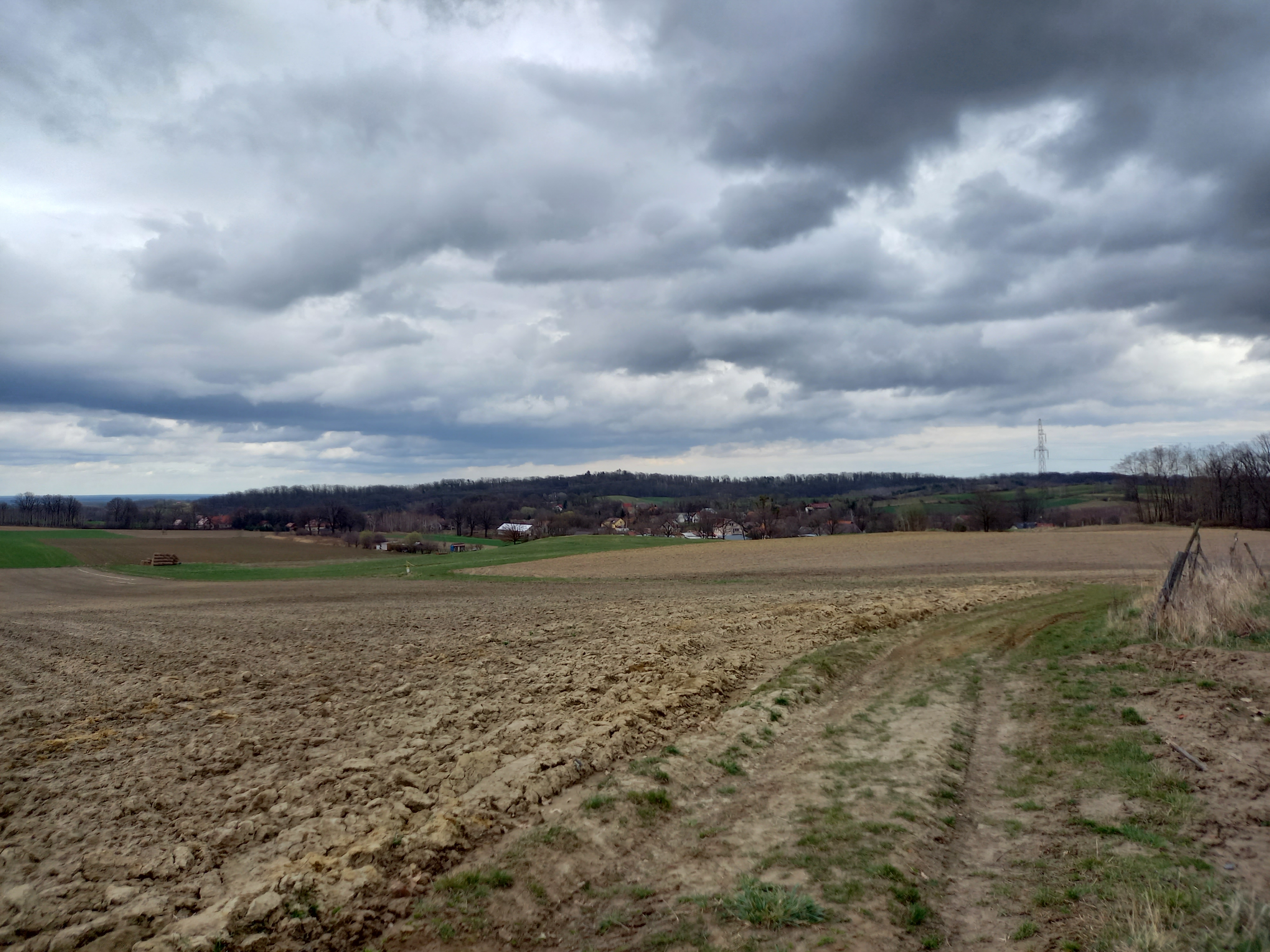
część zachodnia w tle za Kuraszkowem
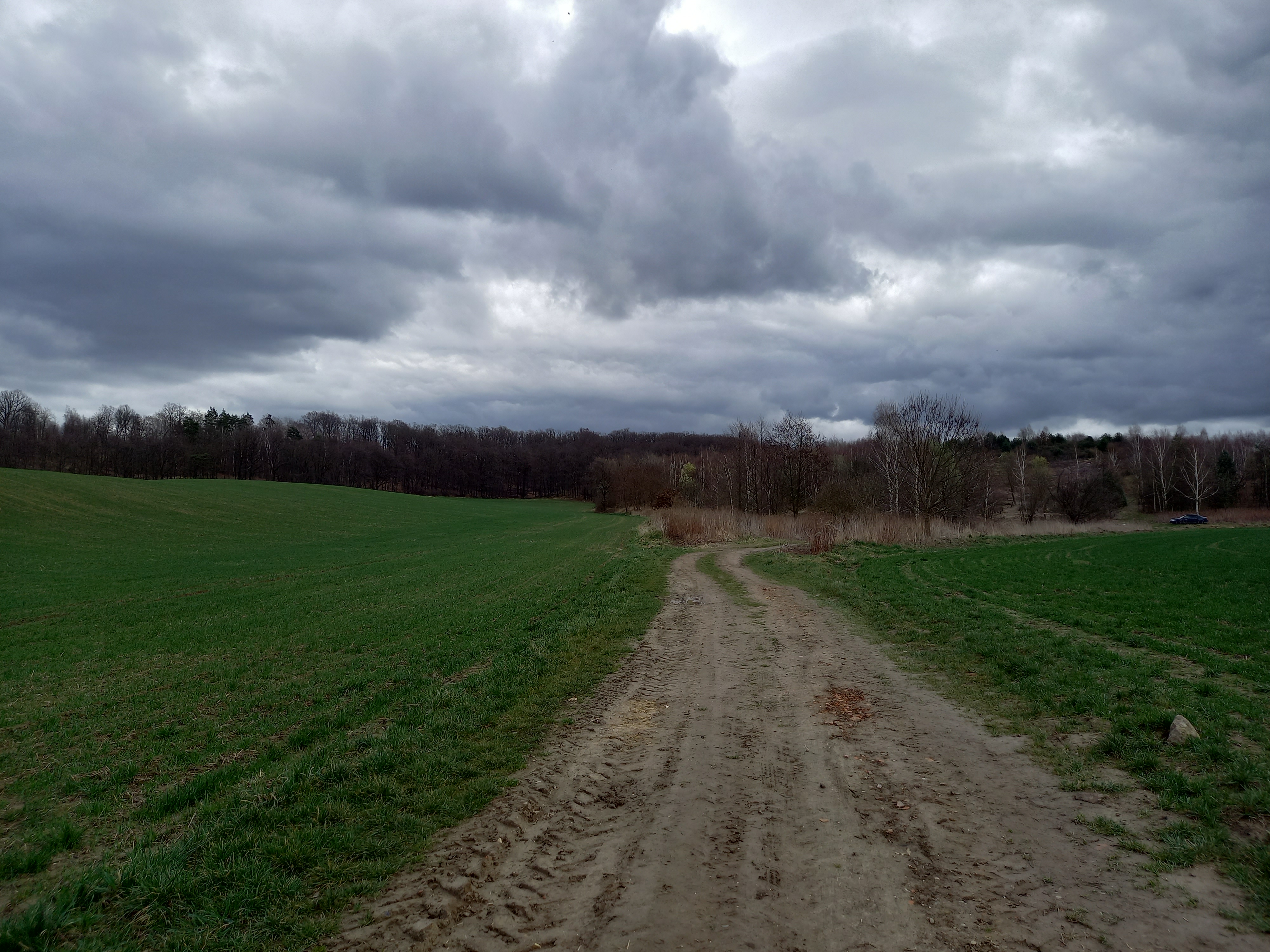
część zachodnia
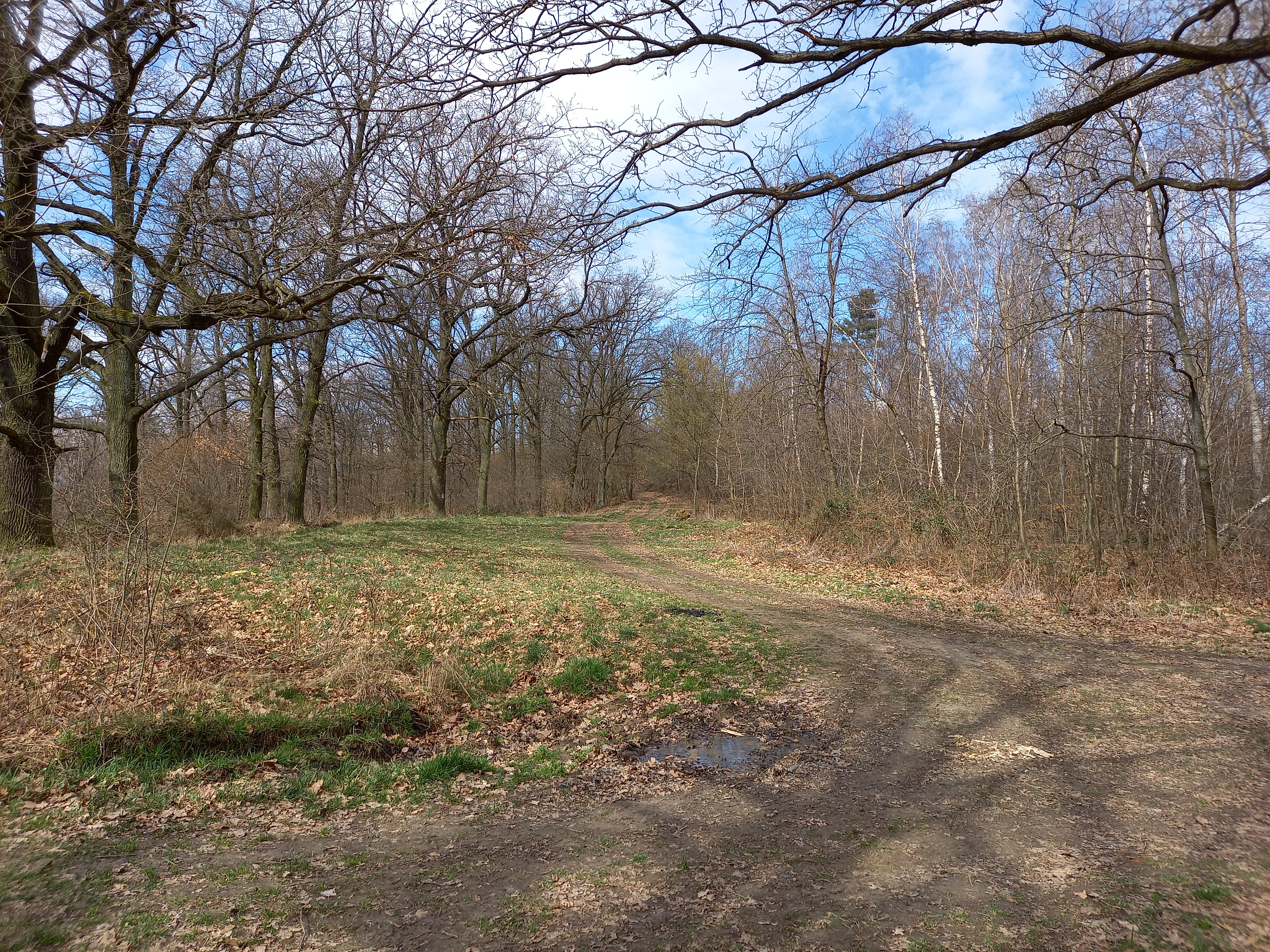
droga z Długiej Hali w kierunku zachodnim

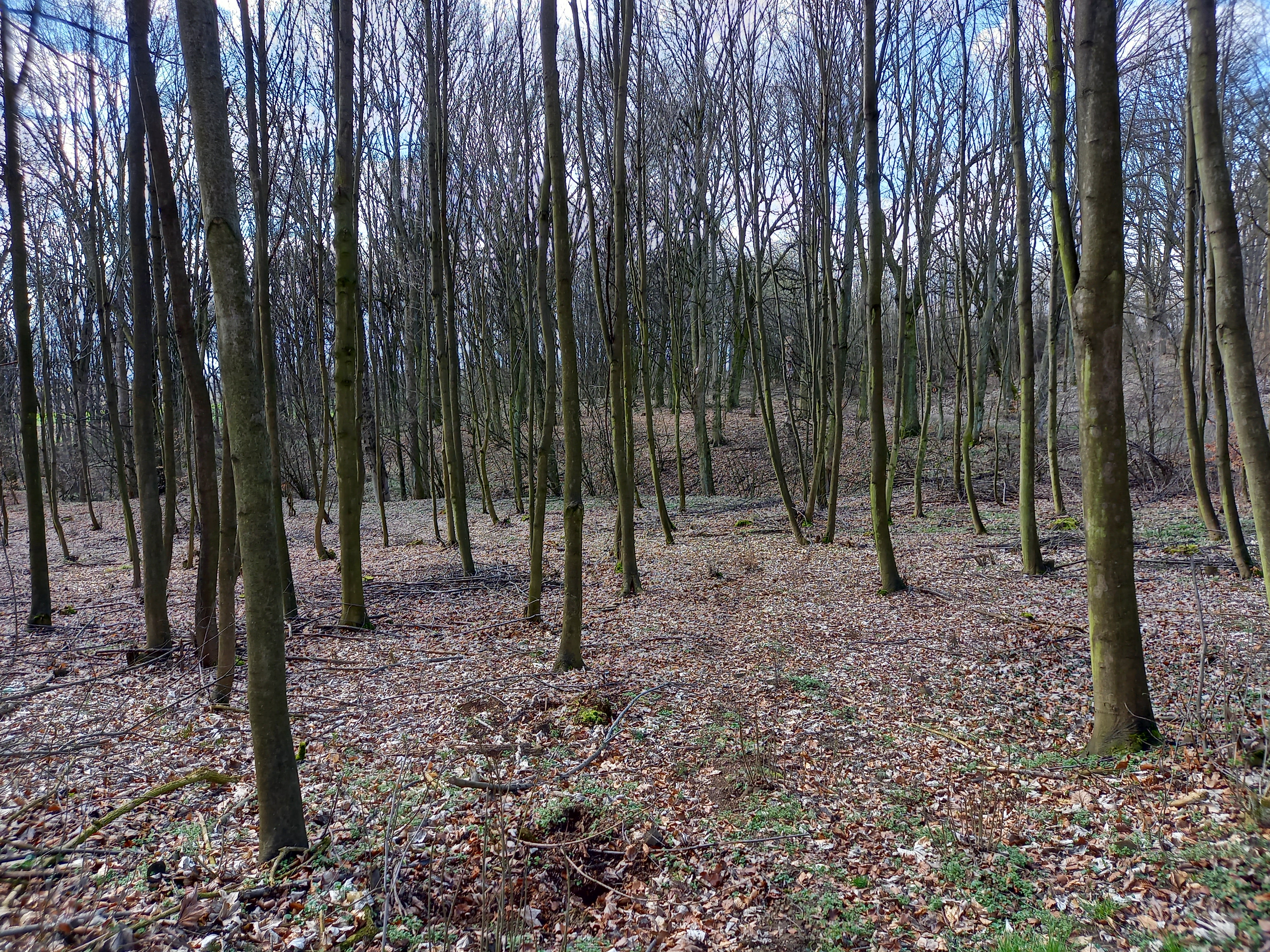
Parów
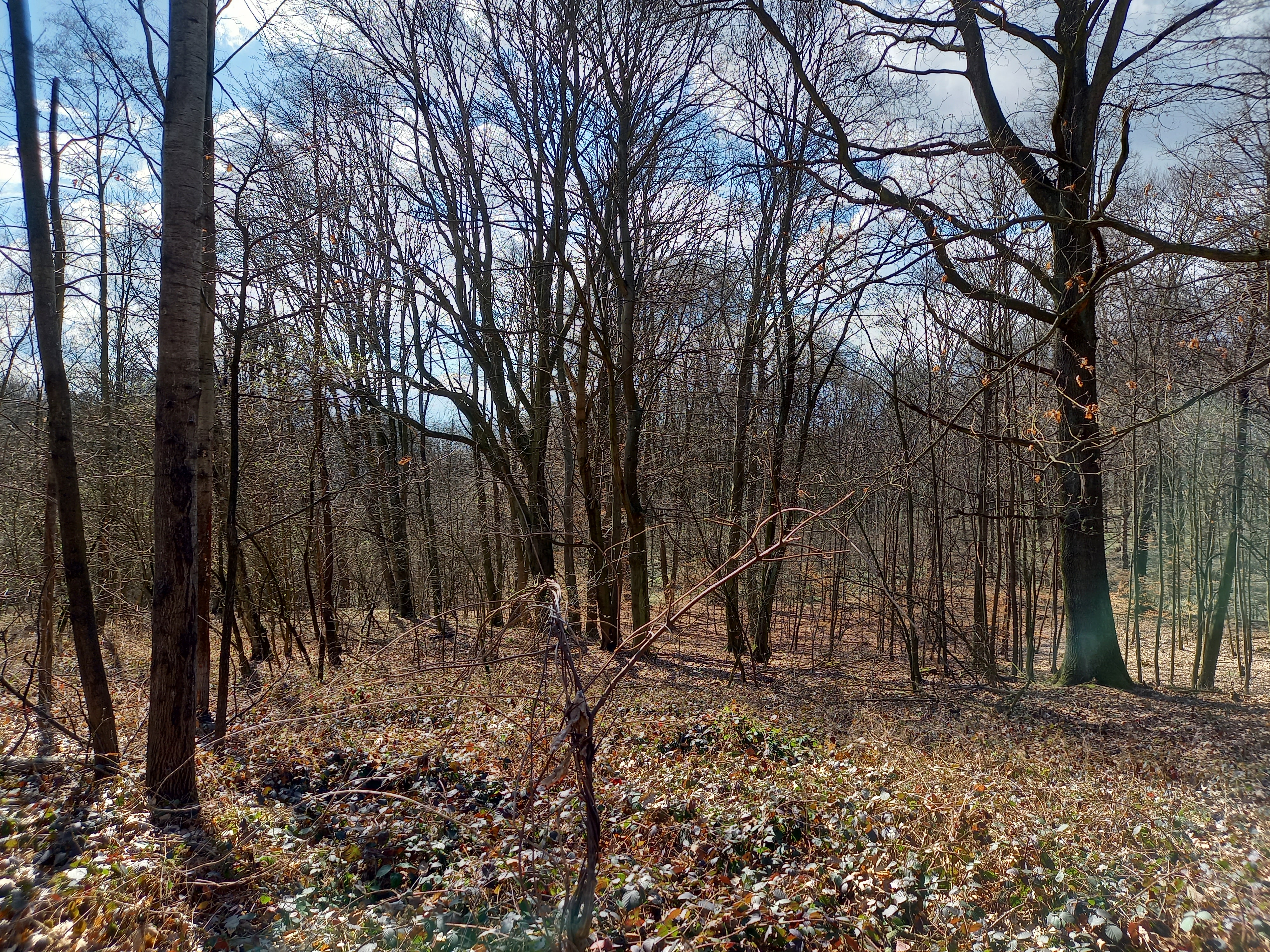
parów
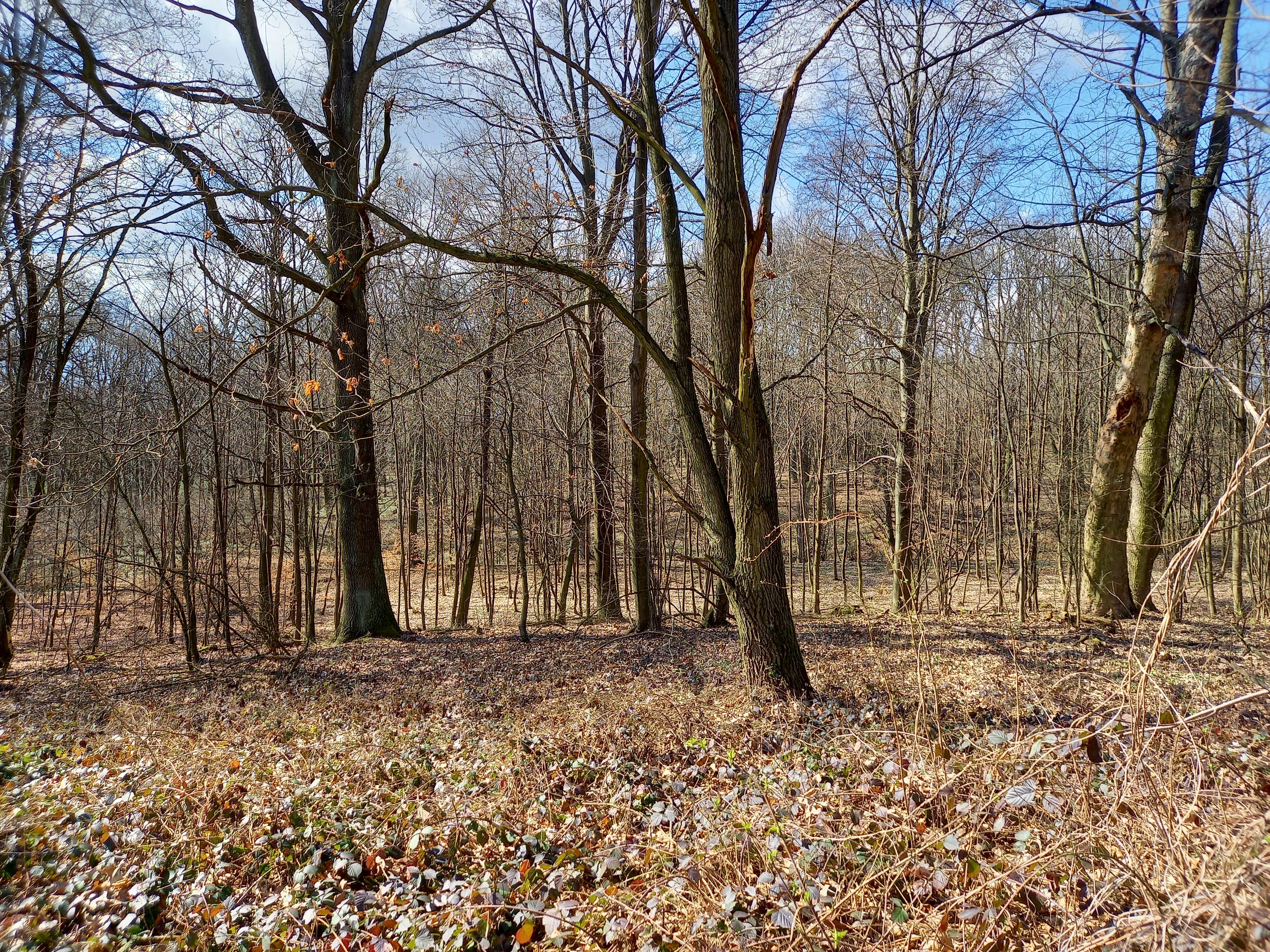
parów

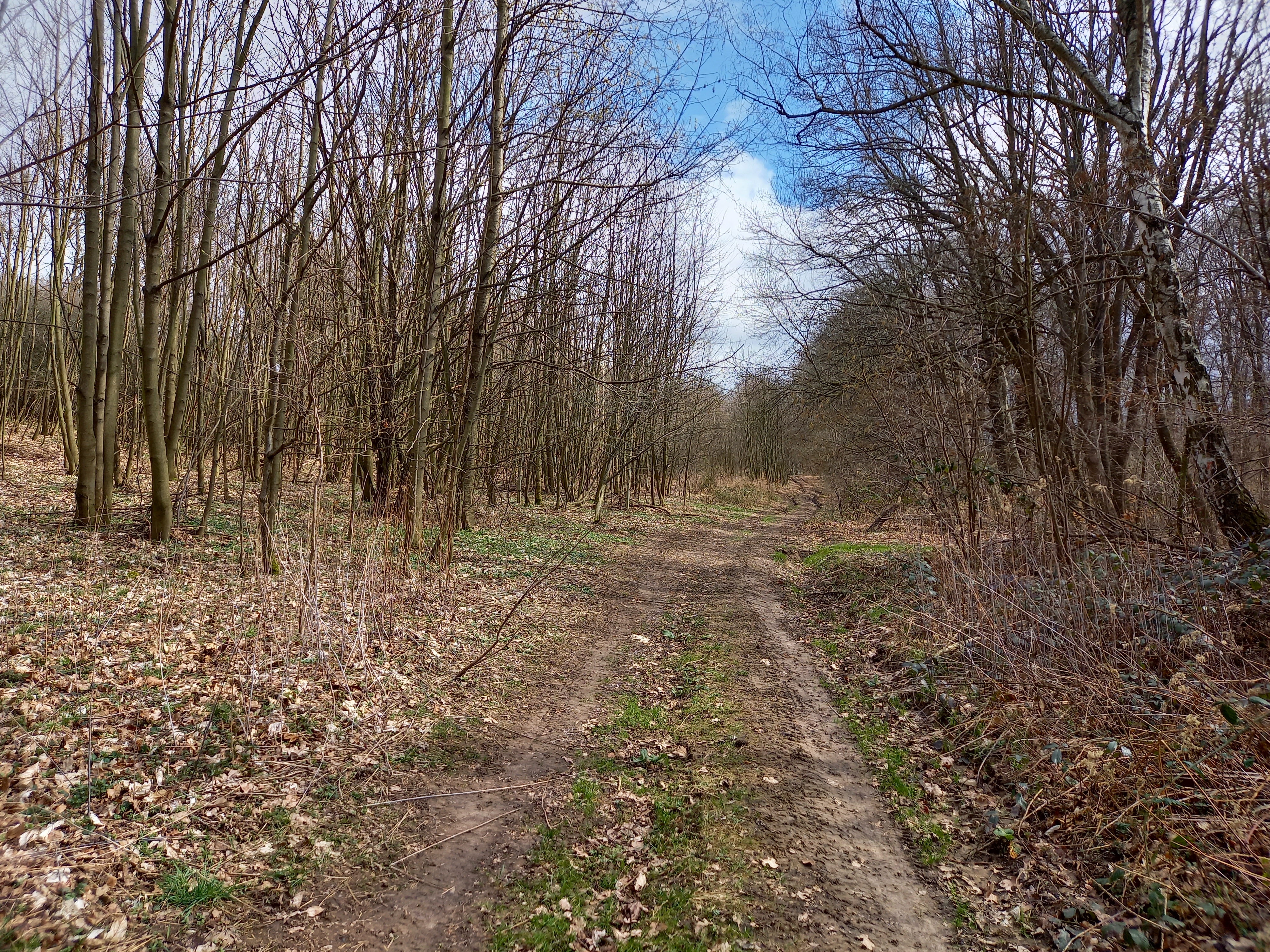
Długa Hala
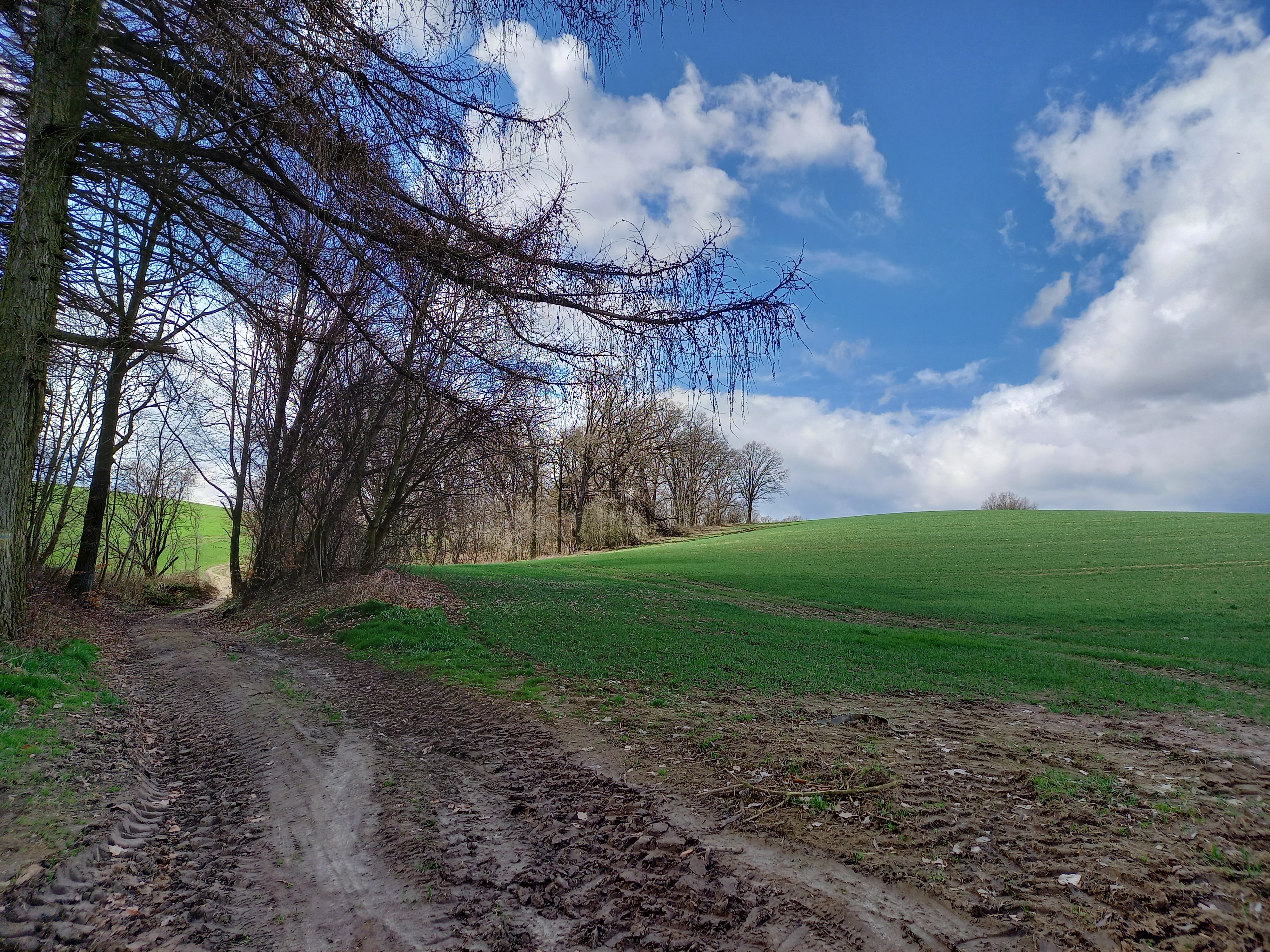
przy Kowalskiej Przełęczy
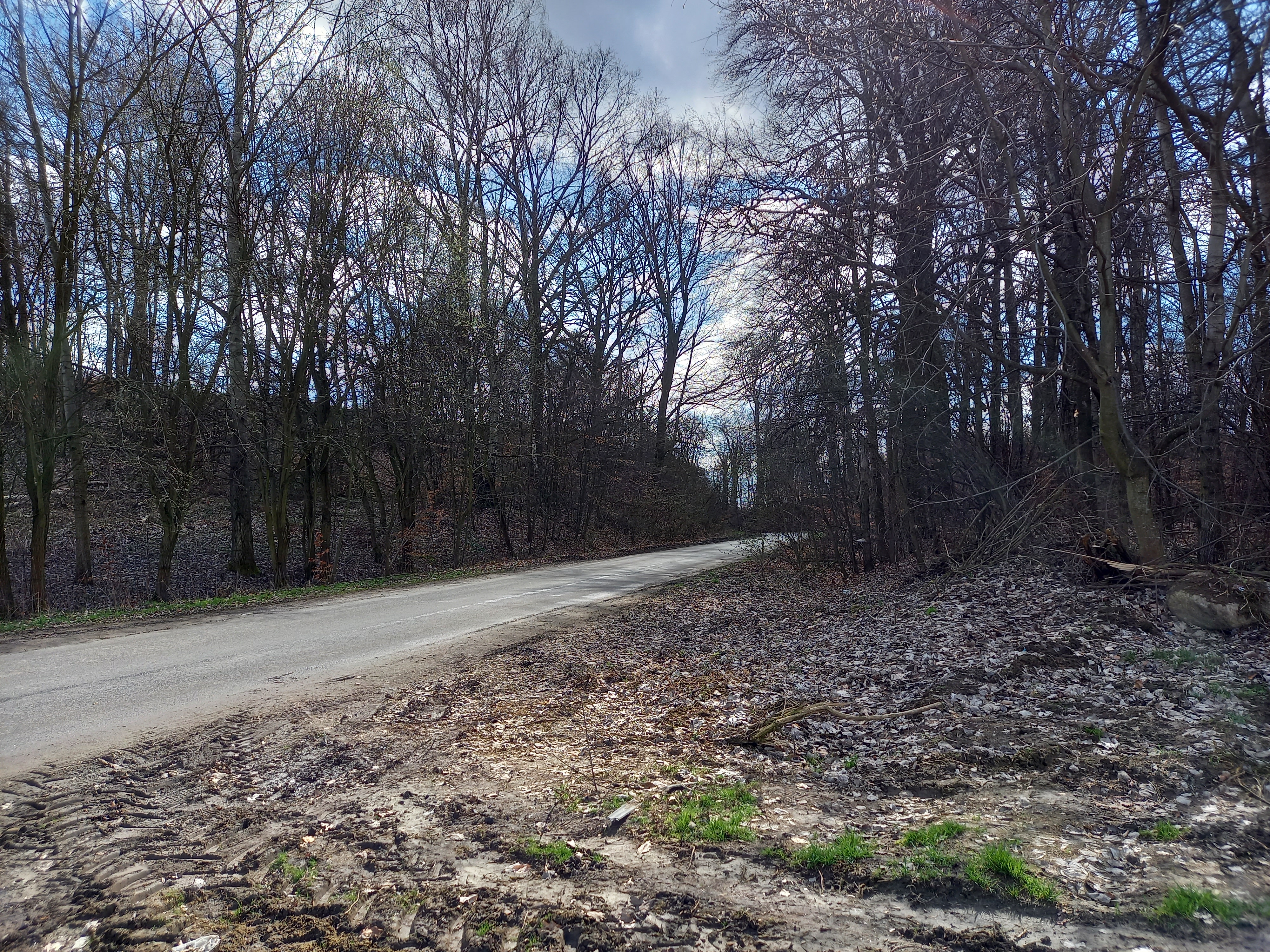
Kowalska Przełęcz